# 阿利 (上卢瓦尔省)
阿利（法語：Ally，法語發音：[ali]）是法国上卢瓦尔省的一个市镇，属于布里尤德区。

## 地理
阿利（45°9'35"N, 3°18'51"E）面积31.13 平方千米，位于法国奥弗涅-罗讷-阿尔卑斯大区上盧瓦爾省，该省份为法国中南部省份，北起多姆山省和卢瓦尔省，西接康塔爾省，南至洛泽尔省，东临阿尔代什省。
与阿利接壤的市镇（或旧市镇、城区）包括：瑟卢、沙泽勒、拉雅德、布拉萨克、梅克尔、圣奥斯特勒穆瓦纳、圣西尔格、阿列新城。

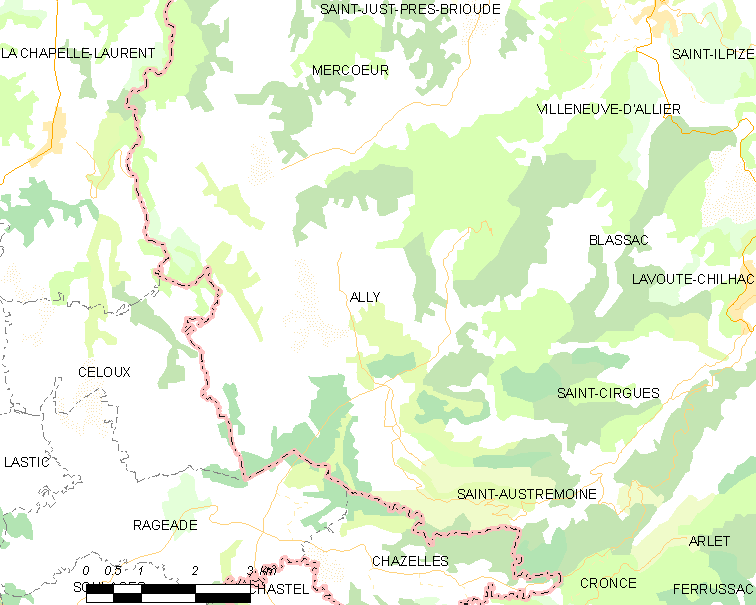
的OSM定位图

阿利的时区为UTC+01:00、UTC+02:00（夏令时）。

## 行政
阿利的邮政编码为43380，INSEE市镇编码为43006。

## 政治
阿利所属的省级选区为拉法耶特地区县。

## 人口

1962-2008年间人口变化图示

阿利于2022年1月1日时的人口数量为124人。